# Don Friedman
Donald Ernest Friedman  (San Francisco, 1935. május 4. – Bronx, 2016. június 30.) amerikai dzsesszzongorista.

## Pályafutása
Mindkét szülője bevándorló volt: apja, Edward Friedman Litvániából, anyja, Alma Loew pedig Németországból származott. Friedman négyévesen kezdett zongorázni. A klasszikus zenéről a dzsesszre váltott, amikor családja Los Angelesbe költözött. Friedman ekkor tizenöt éves volt. Az első komoly hatással rá Bud Powell zongorajátéka volt.
Friedman rövid ideig zeneszerzést is tanult a Los Angeles City College-ban. 1958-ban New Yorkba költözött. Az 1960-as években modern és hagyományosabb stílust művelő zenészekkel egyaránt játszott. A nyugati parton Friedman Dexter Gordonnal, Chet Bakerrel, Buddy DeFrancoval és Ornette Colemannel muzsikált. Tagja volt Clark Terry big bandjének is. Eric Dolphy, Jimmy Giuffre, Booker Little, Zoller Attila, Bobby Hackett és Herbie Mann zongorista-társa is volt.
Zenekarvezetőként első albuma az „A Day in the City” volt 1961-ben. Néhány korai albuma a Down Beattől a legjobb értékelést kapta, ami egyben a kritikusok által készített New Star díjat is megkapta.
Zenedagógusként dolgozott New Yorkban. Japánban is sok rajongója volt.
Friedman háromszor nősült; az első kettő válással végződött. Hasnyálmirigyrákban halt meg Bronxban 2016-ban.

## Díjak
- Down Beat díjak; New Star: kritikusok díja.

## Fordítás
Ez a szócikk részben vagy egészben  a   Don Friedman című angol Wikipédia-szócikk ezen változatának fordításán alapul.  Az eredeti cikk szerkesztőit annak laptörténete sorolja fel. Ez a jelzés csupán a megfogalmazás eredetét és a szerzői jogokat jelzi, nem szolgál a cikkben szereplő információk forrásmegjelöléseként.